# موما داس
موما داس (انگلیسی: Mouma Das؛ زادهٔ ۲۴ فوریهٔ ۱۹۸۴) یک بازیکن تنیس روی میز اهل هند است. 
وی در مسابقات کشوری و بین‌المللی در مجموع برنده ۱ مدال نقره، ۱ مدال برنز شده‌است.